# Drogmentes Magyarországért Maraton
A Drogmentes Magyarországért Maraton egy Magyarországon 2002 óta 2020-ig minden tavasszal megrendezett országos drogmegelőzési kampány volt, civil kezdeményezéssel. Budapestről indulva és végül oda visszaérkezve, önkéntes futók, egymást váltva, 42 nap alatt kb. 2100 kilométert megtéve, körbefutották az országot. 
A Drogmentes kampány célja a figyelemfelhívás, és néhány alapvető tény megértetése a drogok veszélyeiről. Így a csapattagok fiatalos, közvetlen stílusban hívták fel az iskolások figyelmét a drogok veszélyeire. Céljuk az volt, hogy minél több fiatal tudjon drogmegelőzést kapni.
A Drogmentes Maraton kampányhoz több tízezer fiatal csatlakozott, akik együtt futottak a drogmentes Magyarországért. A drogmegelőző előadásokat követően több ezren fogadták meg, hogy drogmentes életet fognak élni, ehhez pedig egy esküt is tettek.